# Бонди, Люк
Люк Бонди́ (фр. Luc Bondy; 17 июля 1948, Цюрих — 28 ноября 2015, там же) — швейцарский театральный и кинорежиссёр, сценарист, интендант, писатель, актёр.

## Биография
Родился в еврейской литературной семье: сын швейцарского писателя, журналиста, литературного критика Франсуа Бонди, внук австрийского и швейцарского писателя и переводчика Н. О. Скарпи. Детство провёл во Франции, учился в Париже у мима Жака Лекока. В 1969 начал работать в гамбургском театре Талия, затем переехал во Франкфурт, с 1985 — главный режиссёр берлинского театра Шаубюне после ухода оттуда Петера Штайна. Неоднократно ставил спектакли (в том числе оперные) во Франции. Публикует прозу, создает либретто. Несколько раз выступал в кино в качестве сценариста, актёра («Свинцовые времена» Маргарет фон Тротта, 1981) и кинорежиссёра («Далёкая страна», 1988, по пьесе Артура Шницлера).
C 2012 года руководил парижским театром «Одеон». Умер после продолжительной болезни 28 ноября 2015 года в Цюрихе.

## Театральные постановки

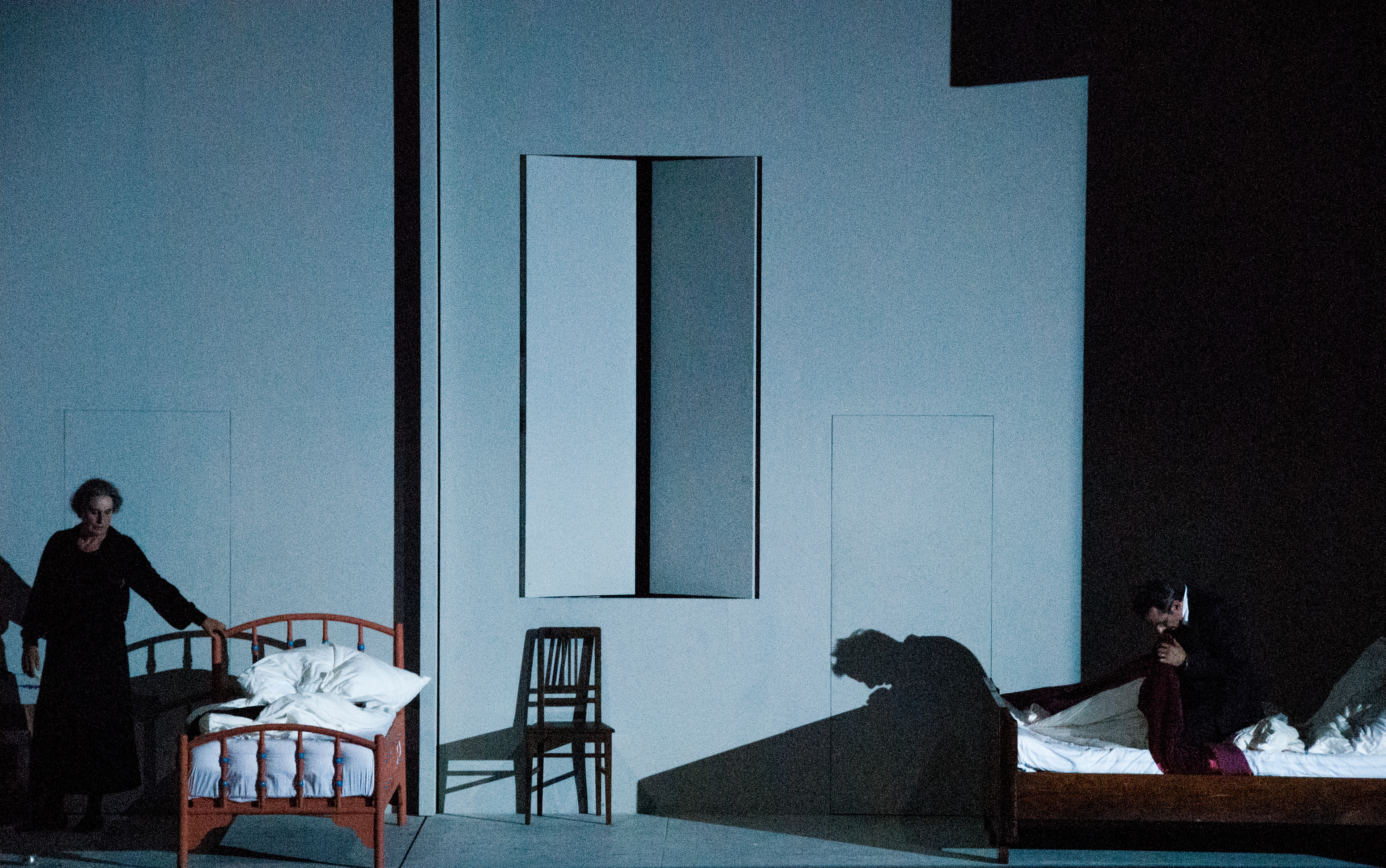
Шарлотта Саломон, Salzburger Festispiele 2014

Ставил пьесы Шекспира («Макбет», 1982; «Зимняя сказка», 1988, 1989, 1990), Расина («Федра», 1998), Мольера («Мизантроп», 1987), Мариво («Триумф любви», 1985), Бюхнера («Леонс и Лена», 1972), Мюссе («С любовью не шутят», 1977), Шницлера («Далёкая страна», 1984; «Анатоль», 2002), Ионеско («Стулья», 1972), Беккета («Счастливые деньки», 1980; «В ожидании Годо», 1999), Бото Штрауса, Эдварда Бонда, Ясмины Реза и др., а также оперы Монтеверди («Коронация Поппеи», 1989), Моцарта («Так поступают все женщины», 1986; «Свадьба Фигаро», 1995; «Идоменей», 2005), Джузеппе Верди («Дон Карлос», 1996; «Макбет», 2000), Рихарда Штрауса («Саломея», 1992), Бриттена («Поворот ключа», 2001), Дальбави («Шарлотта Саломон», 2014) и т. д.

## Признание
Большая премия немецкой критики (1984), Театральная премия Берлина (1998), премия Станиславского (2001), Нестроевская театральная премия (2000, 2007).
Офицер ордена Почётного легиона (2014).
Был членом Берлинской академии искусств.